# Korvin-ház

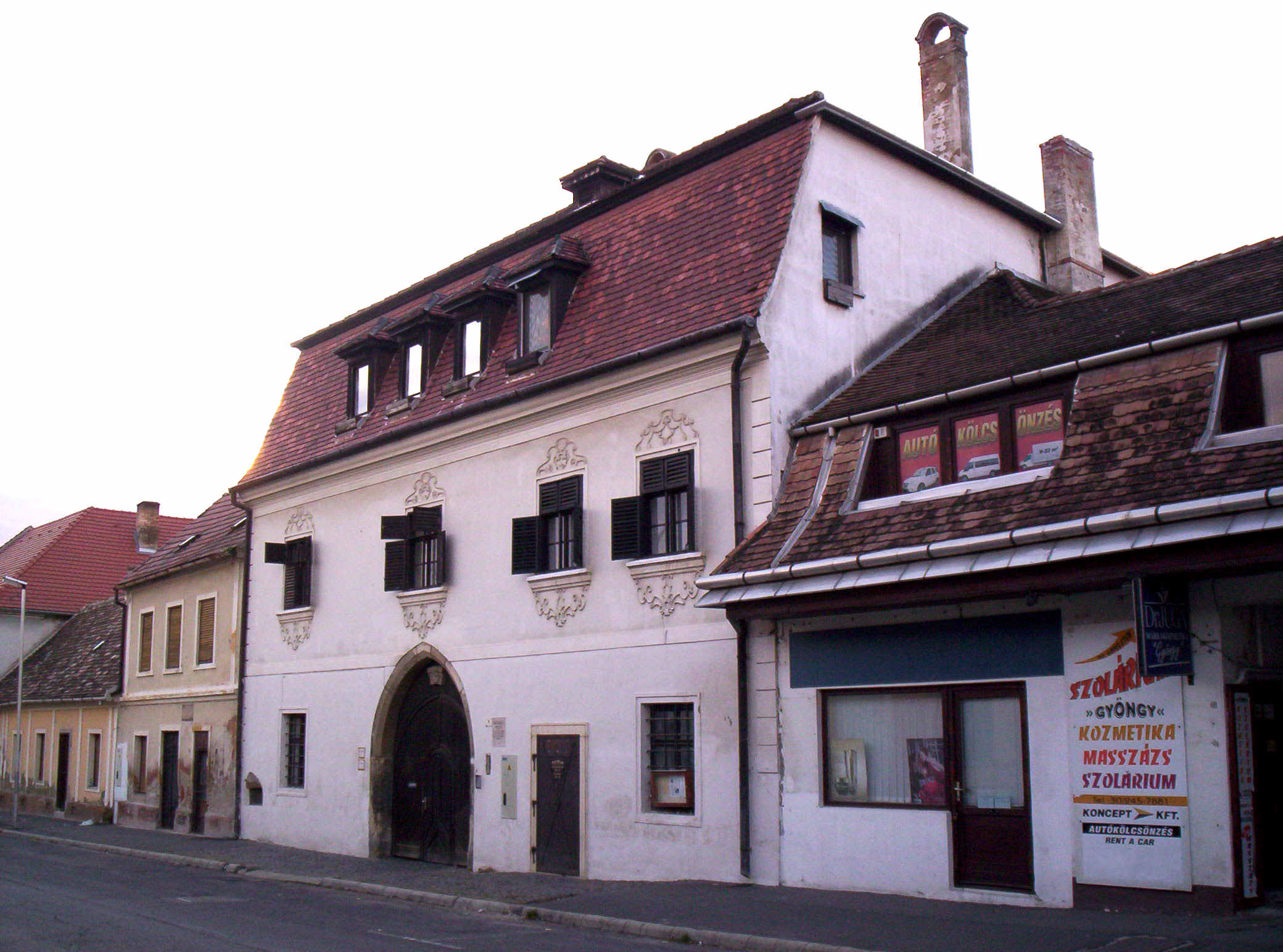
A Korvin-ház

A Korvin-ház Pápa legrégibb ma is álló épülete, valószínűleg a 15. század végén vagy a 16. század elején épült. A helyi hagyomány szerint a ház − mint elnevezése is mutatja − egykor Mátyás király vadászháza volt (korabeli tulajdonosainak a király szolgálatában álló Marczaltőy Miklóst és fiát, a Gutkeled nemzetség tagjait tételezték fel), ezt azonban a történeti kutatás megcáfolta. A tévhit forrása az ugyancsak Gutkeled nemzetségbeli Ráskai családnak a kapualj felett látható címere, mely csőrében köves gyűrűt tartó madarat ábrázol; ebben ugyanis a nép a Hunyadiak gyűrűs-hollós címerét vélte felismerni.
Az épület első bizonyítható tulajdonosai a 16. században a Tahyak voltak: valószínűleg vagy Tahy János vránai prior, vagy testvére, Ferenc, Stupnica várura, pozsegai főispán építtette a házat, akinek stupnicai sírkövén a pápaival teljesen azonos címer áll. Ezt támasztja alá a kapualjboltozat gyámkövein látható 1515-ös évszám is.
A reneszánsz stílusú, egyemeletes, manzárdtetős épület utcai homlokzatát egyszerű övpárkány osztja két részre, udvari homlokzata viszont már nem őrzi eredeti stílusjegyeit. Tört íves, tagolt kőkeretes kapuja dongaboltozatos kapualjba nyílik, melynek fiókboltozatai reneszánsz gyámkövekre támaszkodnak. A kapuszerkezet eredeti, a 16. századból való. Ablakait egyszerű szalagkeretezés futja körül, az emeletieket ezen kívül alul és fölül finom vonalú rokokó stukkódíszítés emeli ki. A házat a nyolcvanas évek végén Káldy Gyula építész tervei alapján felújították, emeleti részén ma lakások, a földszinten üzlethelyiségek vannak.